# Christopher Robbins
Pour les articles homonymes, voir Robbins.
Œuvres principales
- Air America

Christopher Robbins (Bristol, 19 novembre 1946 - Londres, 24 décembre 2012) est un écrivain et journaliste britannique.
Il est surtout connu pour le best-seller mondial Air America, publié en 1978 et adapté au cinéma en 1990. Le récit du roman concerne le secret entourant la compagnie aérienne Air America utilisée par la CIA afin de réaliser ses opérations de couverture pendant la Guerre du Vietnam.

## Biographie
Il étudie à la Taunton School. Étudiant doué, il commence à travailler gratuitement au Evening World, puis au Evening Post. À l'âge de 16 ans, il remporte un concours et il devient critique de jazz (junior) pour The Daily Telegraph. Plus tard, il se spécialise dans le journalisme d'enquête - spécialement sur la CIA - et publie des reportages et articles dans The Observer.
Pendant les années 1970, avant la parution de son best-seller, Robbins n'est qu'un journaliste pigiste incapable de rembourser la totalité de ses dettes et de payer régulièrement son loyer.
EN 2005, son essai historique The Empress of Ireland remporte le Saga Award for Wit. En 2007, Apples Are from Kazakhstan: The Land That Disappeared remporte le Dolman Best Travel Book Award.
Pendant sa carrière, il écrit pour de nombreux journaux et magazines, en Europe comme aux États-Unis, et passe une bonne part de ses dernières années à travailler comme scénariste et journaliste.

## Œuvre

### SérieAir America
- Air America: The Story of the CIA's Secret Airlines (1978)
- Air America: The Explosive Inside Story Of The CIA's Supersecret Airline (1979)
- Air America: From WWII to Vietnam: The Explosive True Story of the Cia's Secret Airline (1988)
- Air America: The True Story of the C.I.A.'s Mercenary Fliers in Covert Operations from Pre-war China to Present Day Nicaragua (1991)
- Air America From World War II to Vietnam (2003)

### Autres publications
- Assassin: a Terrifying True Story (1977)
- The Test of Courage: Michel Thomas (1999)
- The Ravens: Pilots of the Secret War of Laos (2000)
- The Empress of Ireland: A Chronicle of an Unusual Friendship (2005)
- Apples Are from Kazakhstan: The Land That Disappeared (2007)

## Filmographie
- 1990 : Air America, film américain réalisé par Roger Spottiswoode, avec Mel Gibson, Robert Downey Jr. et Nancy Travis. L'intrigue est adaptée de l'œuvre non fictionnelle de 1979 et raconte que les États-Unis, par l'entremise de la CIA, ont financé une compagnie aérienne au cours de la Guerre du Vietnam pour le transport d'armes et de vivres au Laos et dans d'autres régions de l'Indochine intérieure et du Nord-Vietnam.  La publicité pour le film annonçait une comédie, alors que le ton réel du film s'en écarte fortement, et aborde plusieurs thèmes sérieux, dont un discours antimilitarisme et le commerce de l'opium mis sur pied par des responsables militaires américains avec la complicité des autorités locales, notamment avec le général laotien Vang Pao (joué par l'acteur Burt Kwouk comme "le Général Lu Soong").
- 2005 : The Legendary Brian Desmond Hurst, documentaire britannique (court métrage) réalisé par Marcus Hearn